# Hungria nos Jogos Olímpicos de Verão de 2012
A Hungria competiu nos Jogos Olímpicos de Verão de 2012, que aconteceram na cidade de Londres, no Reino Unido, de 27 de julho até 12 de agosto de 2012.

## Medalhas
| Atleta         | Esporte   | Evento                          | Medalha |
| -------------- | --------- | ------------------------------- | ------- |
| Krisztián Pars | Atletismo | Lançamento de martelo masculino | Ouro    |
| Éva Risztov    | Natação   | Maratona aquática feminina      | Ouro    |
| László Cseh    | Natação   | 200 m medley masculino          | Bronze  |

## Desempenho

### Atletismo
Masculino
| Atleta         | Evento                | Preliminar | Preliminar | Quartas-de-final | Quartas-de-final | Semifinal | Semifinal | Final  | Final           |
| Atleta         | Evento                | Marca      | Posição    | Marca            | Posição          | Marca     | Posição   | Marca  | Posição         |
| -------------- | --------------------- | ---------- | ---------- | ---------------- | ---------------- | --------- | --------- | ------ | --------------- |
| Krisztián Pars | Lançamento de martelo | 79,37m Q   | 1º         |                  |                  |           |           | 80,59m | Medalha de ouro |

### Halterofilismo(1 atleta)
Masculino
| Atleta     | Evento | Arranque (kg) | Arremesso (kg) | Total (kg) | Posição |
| ---------- | ------ | ------------- | -------------- | ---------- | ------- |
| Péter Nagy | +105kg | 191,0         | 225,0          | 416,0      | 11º     |

### Lutas
A Hungria conquistou três vagas na Copa do Mundo de Lutas de 2011, realizada em Istanbul, na Turquia, do dia 12 ao dia 18 de setembro de 2011.
- Categoria de peso -55 kg, na luta greco-romana masculina;
- Categoria de peso -120 kg, na luta greco-romana masculina;
- Categoria de peso -63 kg, na luta livre feminina.

### Natação
Masculino
| Atletas          | Evento       | Eliminatórias | Eliminatórias | Semifinal   | Semifinal   | Final       | Final             |
| Atletas          | Evento       | Tempo         | Posição       | Tempo       | Posição     | Tempo       | Posição           |
| ---------------- | ------------ | ------------- | ------------- | ----------- | ----------- | ----------- | ----------------- |
| Krisztián Takács | 50 m livre   | 22s19         | 14º Q         | 22s01       | 11º         | Não avançou | Não avançou       |
| Dominik Kozma    | 100 m livre  | DNS           | DNS           | Não avançou | Não avançou | Não avançou | Não avançou       |
| László Cseh      | 200 m medley | 1min57s20     | 1º Q          | 1min56s74   | 2º Q        | 1min56s22   | Medalha de bronze |
| Dávid Verrasztó  | 200 m medley | 2min04s53     | 35º           | Não avançou | Não avançou | Não avançou | Não avançou       |
| László Cseh      | 400 m medley | 4min13s40     | 9º            | Não avançou | Não avançou | Não avançou | Não avançou       |
| Dávid Verrasztó  | 400 m medley | 4min18s31     | 22º           | Não avançou | Não avançou | Não avançou | Não avançou       |

Feminino
| Atletas           | Evento          | Eliminatórias | Eliminatórias | Semifinal   | Semifinal       | Final       | Final       |
| Atletas           | Evento          | Tempo         | Posição       | Tempo       | Posição         | Tempo       | Posição     |
| ----------------- | --------------- | ------------- | ------------- | ----------- | --------------- | ----------- | ----------- |
| Eszter Dara       | 100 m livre     | 55s37         | 23º           | Não avançou | Não avançou     | Não avançou | Não avançou |
| Ágnes Mutina      | 200 m livre     | 1min59s56     | 22º           | Não avançou | Não avançou     | Não avançou | Não avançou |
| Éva Risztov       | 400 m livre     | 4min09s08     | 16º           |             |                 | Não avançou | Não avançou |
| Boglárka Kapás    | 400 m livre     | 4min10s01     | 17º           | Não avançou | Não avançou     |             |             |
| Éva Risztov       | 800 m livre     | 8min29s06     | 13º           | Não avançou | Não avançou     |             |             |
| Boglárka Kapás    | 800 m livre     | 8min26s43     | 6º Q          | 8min23s89   | 6º              |             |             |
| Eszter Povazsay   | 100 m costas    | 1min03s55     | 37º           | Não avançou | Não avançou     | Não avançou | Não avançou |
| Dorina Szekeres   | 200 m costas    | 2min18s16     | 35º           | Não avançou | Não avançou     | Não avançou | Não avançou |
| Anna Sztankovics  | 100 m peito     | 1min09s65     | 31º           | Não avançou | Não avançou     | Não avançou | Não avançou |
| Anna Sztankovics  | 200 m peito     | 2min29s67     | 29º           | Não avançou | Não avançou     | Não avançou | Não avançou |
| Liliána Szilágyi  | 100 m borboleta | 1min00s34     | 34º           | Não avançou | Não avançou     | Não avançou | Não avançou |
| Katinka Hosszú    | 200 m borboleta | 2min07s75     | 4º Q          | 2min07s69   | 9º              | Não avançou | Não avançou |
| Zsuzsanna Jakabos | 200 m borboleta | 2min07s79     | 5º Q          | 2min06s82   | 5º Q            | 2min07s33   | 7º          |
| Katinka Hosszú    | 200 m medley    | 2min10s68     | 4º Q          | 2min10s74   | 5º Q            | 2min14s19   | 8º          |
| Evelyn Verrasztó  | 200 m medley    | 2min12s17     | 8º Q          | 2min11s53   | 9º              | Não avançou | Não avançou |
| Katinka Hosszú    | 400 m medley    | 4min33s77     | 3º Q          |             |                 | 4min33s49   | 4º          |
| Zsuzsanna Jakabos | 400 m medley    | 4min37s37     | 9º            | Não avançou | Não avançou     |             |             |
| Éva Risztov       | Maratona        |               |               | 1h57min38s2 | Medalha de ouro |             |             |

### Pentatlo Moderno
A Hungria tem dois atletas classificados nas provas masculina e feminina:
- Robert Kasza - classificado para a prova masculina por ganhar a final da 2011 UIPM World Cup 2011, evento-teste realizado em Londres, no Reino Unido.
- Adam Marosi - classificado para a prova masculina após o terceiro lugar na Copa do Mundo de 2011, realizada em Moscou, na Rússia.
- Adrienn Toth e Sarolta Kovacs - classificadas para a prova feminina a partir da qualificatória européia, realizada na cidade de Medway, no Reino Unido.

### Polo aquático
A Hungria conquistou uma vaga na competição masculina do polo aquático:
- Competição masculina - 1 equipe de 21 jogadores

### Remo
Masculino
| Equipe                    | Evento           | Eliminatórias | Eliminatórias | Repescagem | Repescagem | Quartas | Quartas | Semifinal   | Semifinal   | Final       | Final                |
| Equipe                    | Evento           | Tempo         | Posição       | Tempo      | Posição    | Tempo   | Posição | Tempo       | Posição     | Tempo       | Posição (Pos. final) |
| ------------------------- | ---------------- | ------------- | ------------- | ---------- | ---------- | ------- | ------- | ----------- | ----------- | ----------- | -------------------- |
| Domonkos Széll Béla Simon | Dois sem         | 6m46s18       | 5º R          | 6m27s88    | 4º         |         |         | Não avançou | Não avançou | Não avançou | - (13º)              |
| Zsolt Hirling Tamás Varga | Skiff duplo leve | 6m36s90       | 4º R          | 6m32s31    | 2º S A/B   | 6m42s81 | 5º FB   | 6m39s98     | 5º (17º)    |             |                      |

### Tênis de mesa
Classificado para o individual feminino:
- Georgina Póta
- Krisztina Tóth

### Tiro
Masculino
| Atleta         | Evento                | Qualificação | Qualificação | Final       | Final       | Posição |
| Atleta         | Evento                | Placar       | Posição      | Placar      | Total       | Posição |
| -------------- | --------------------- | ------------ | ------------ | ----------- | ----------- | ------- |
| Péter Sidi     | Carabina de ar 10 m   | 594          | 13º          | Não avançou | Não avançou | 13º     |
| Péter Sidi     | Carabina deitado 50 m |              |              |             |             |         |
| Richárd Bognár | Fossa olímpica dublê  | 137          | 6º           | 45          | 182         | 6º      |

Feminino
| Atleta        | Evento                | Qualificação | Qualificação | Final       | Final       | Posição |
| Atleta        | Evento                | Placar       | Posição      | Placar      | Total       | Posição |
| ------------- | --------------------- | ------------ | ------------ | ----------- | ----------- | ------- |
| Zsófia Csonka | Pistola de ar de 10 m | 381          | 16º          | Não avançou | Não avançou | 16º     |

### Triatlo
| Atleta        | Evento   | Natação (1,5km) | Ciclismo (40km) | Corrida (10km) | Tempo total | Posição |
| ------------- | -------- | --------------- | --------------- | -------------- | ----------- | ------- |
| Zsófia Kovács | Feminino | 19m51           | 1h10m40         | 38m50          | 2h10m39     | 51º     |